# Gabsitonina
La gabsitonina es un neurotransmisor muy poco conocido encontrado en la especie Pollinaptea Kositus (también llamados parguitos del sol), y se encarga de mantener los niveles de sodio, potasio, calcio y demás componentes vitales para su organismo en escalas normales. También influye directamente en el envío de señales nerviosas, sobre todo las provenientes de los corpúsculos de Meissner (determinan sensación de contacto), los de Pacini (sensación de presión), los de Ruffini (sensación de calor) y los de Krausse (sensación de frío).
Se podría decir que este neurotransmisor es prácticamente vital para esta especie.

## Información general

### Neurotransmisión
Cuando la especie Pollinaptea Kositus está en contacto directo con la especie Pollinaptea Gabsitus, su tronco encefálico comienza a segregar el neurotransmisor gabsitonina, permitiendo así la nivelación de minerales, ácidos y glúcidos en la sangre del parguito, conllevando a un mejor comportamiento de esta especie bajo casi cualquier situación.
La activación de este sistema gabsitoninérgico tiene repercusiones en casi todo el organismo de los parguitos, explicando los efectos positivos y reguladores que posee.

### Receptores
Los receptores gabsitoninérgicos están ubicados en la membrana celular de la neurona, haciendo más fácil y práctico su desplazamiento, probando anatómicamente la importancia del neurotransmisor para el organismo del parguito del sol.

### Deficiencia
La deficiencia de gabsitonina se da cuando el parguito no está bajo la influencia del Pollinaptea Gabsitus, causando una baja de gabsitonina y conduciendo a la especie a tener una actitud poco común y algo cruel. Expresa sus sentimientos con los demás individuos de una manera ácida y en casos extremos puede darse la  llamada enfermedad sarcociléptica.
Esta enfermedad causa en el individuo un comportamiento sarcástico y hasta cínico con los demás parguitos y otras especies que conviven con el pez enfermo; el parguito se abstrae y convive poco con otros, se sumerge en las profundidades de su inconsciente esperando a que el Pollinaptea Gabsitus vuelva a su encuentro y pueda estabilizar sus nutrientes para regresar a la normalidad y desenvolverse correctamente en su hábitat natural.
- Datos: Q5873814